# Cuci (okręg Neamț)
Cuci – wieś w Rumunii, w okręgu Neamț, w gminie Bozieni. W 2011 roku liczyła 893 mieszkańców.